# Centre Jeunes Kamenge
 (avril 2024).
Si vous disposez d'ouvrages ou d'articles de référence ou si vous connaissez des sites web de qualité traitant du thème abordé ici, merci de compléter l'article en donnant les références utiles à sa vérifiabilité et en les liant à la section « Notes et références ».
Le Centre Jeunes Kamenge est un centre pour jeunes implanté à Kamenge, dans les quartiers nord de Bujumbura, au Burundi. Il est ouvert à tous sans discrimination et il travaille pour la paix. Le Prix Nobel alternatif lui a été décerné à ce titre en 2002.
Il a été fondé en 1991 par trois pères xavériens italiens et l'évêque de Bujumbura. En 2014, 42 000 jeunes y sont inscrits.

## Histoire
Le Centre Jeunes Kamenge est né d’une initiative de l’évêque de Bujumbura, Simon Ntamwana (aujourd’hui archevêque à Gitega), qui en 1990 a établi l’ouverture des paroisses à des activités sociales. Les religieux auraient dû commencer à vivre physiquement dans les quartiers nord de la banlieue de la capitale, pour connaître en profondeur les problèmes de ce territoire (alcoolisme, violences, chômage, sida, etc.) et en même temps permettre aux fidèles de vivre le christianisme dans leur vie quotidienne. Il demanda un lieu pour les jeunes où ils pourraient se former pour se préparer à la vie en société, un lieu où ils pourraient grandir et apprendre à vivre ensemble.

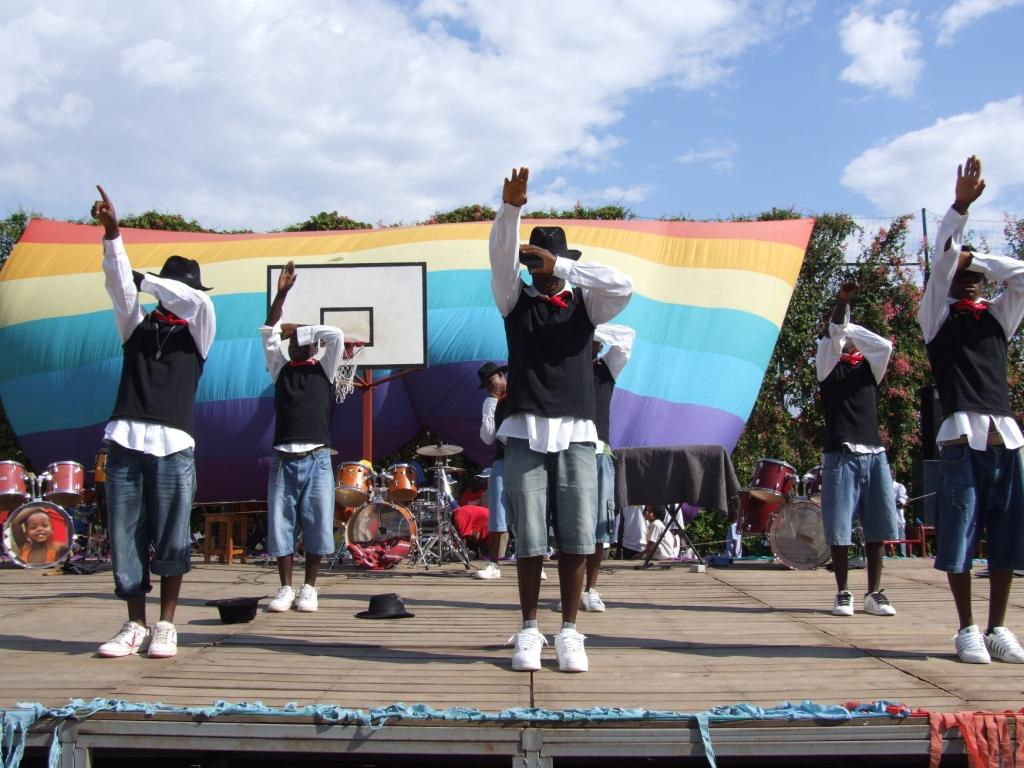
Concert Centre Jeunes Kamenge

À partir du mois de janvier 1991, trois pères xavériens, parmi lesquels Claudio Marano, actuel responsable du Centre, commencèrent à construire le bâtiment et à établir le fonctionnement du Centre Jeunes Kamenge. On décida de ne pas se consacrer à l’activité pastorale, au counseling psychologique ou spirituel car les exigences du contexte s’avéraient plus pratiques. On allait travailler avec des jeunes âgés de 16 à 30 ans, et les activités se dérouleraient exclusivement en groupe. On évita alors toutes catégorisations, parce que toute étiquette créait des exclusions. L’objectif était de mettre ensemble les jeunes, au de là de leurs appartenances ethniques, religieuses, nationales. On voulait créer un centre qui offrait à tous la possibilité de se rencontrer et de faire des choses dont les jeunes sont friands, comme la pratiquer d’un sport, la possibilité de jouer d’un instrument musical, de lire, de chanter, d’accéder à un ordinateur et d’apprendre l’informatique, etc. On voulait leur permettre de jouer, d’étudier, d’apprendre ce qui les intéresse tout en étant avec les autres. Ainsi les jeunes pouvaient apprendre à vivre ensemble.

### Le Centre pendant la guerre (1993-1996)
Le Centre n’est pas né pour remédier aux problèmes entre hutus et tutsis. Cependant, cet objectif devint prépondérant avec l’éclatement de la guerre, en octobre 1993. Le Centre avait officiellement commencé ses activités depuis un mois seulement qu’aussitôt il fut question de sa fermeture. Mais cette structure démontrait déjà le bien-fondé de sa présence, tant son rôle dans l’apaisement de la guerre “ethnique” qu’opposait nettement les deux groupes était important. L’objectif du Centre, permettre à jeunes de différents de vivre ensemble, devenait plus difficile. En fait, le Centre Jeunes Kamenge surgissait au milieu des tirs ennemis : d’un côté, les quartiers de Cibitoke et de Ngagara étaient occupés par des militaires tutsis, de l’autre côté Kamenge et Kinama par des rebelles hutus. Le Centre voulait donner une impression de paix, de normalité, juste au cœur de la zone des affrontements. Claudio Marano, l’actuel responsable, se rappelle que les murs extérieurs furent peints de blanc cinq fois, pour cacher les signes de la guerre. Sortir de la maison et passer à travers les quartiers pour aller au Centre était très dangereux, c’est pourquoi ont été créées des petites portes sur chaque côté de l’enceinte du Centre, pour que les jeunes puissent accéder plus surement et directement au Centre. Les jeunes utilisaient le Centre comme un refuge, physique et psychologique, car là ils étaient à l’abri de la violence qu’ils voyaient dans les quartiers.

« Quand il était trop dangereux de faire rentrer les jeunes à la maison, le soir on les gardait ici. On déployait des nattes et des draps, on préparait un peu de riz et haricots, et il y avait tutsi et hutu ensemble. Pendant la nuit, venaient les administrateurs pour contrôler ce que se passait. On n’avait jamais entendu, surtout au commencement de la guerre, que des hutus et des tutsis pouvaient être ensemble. »

— Claudio Marano

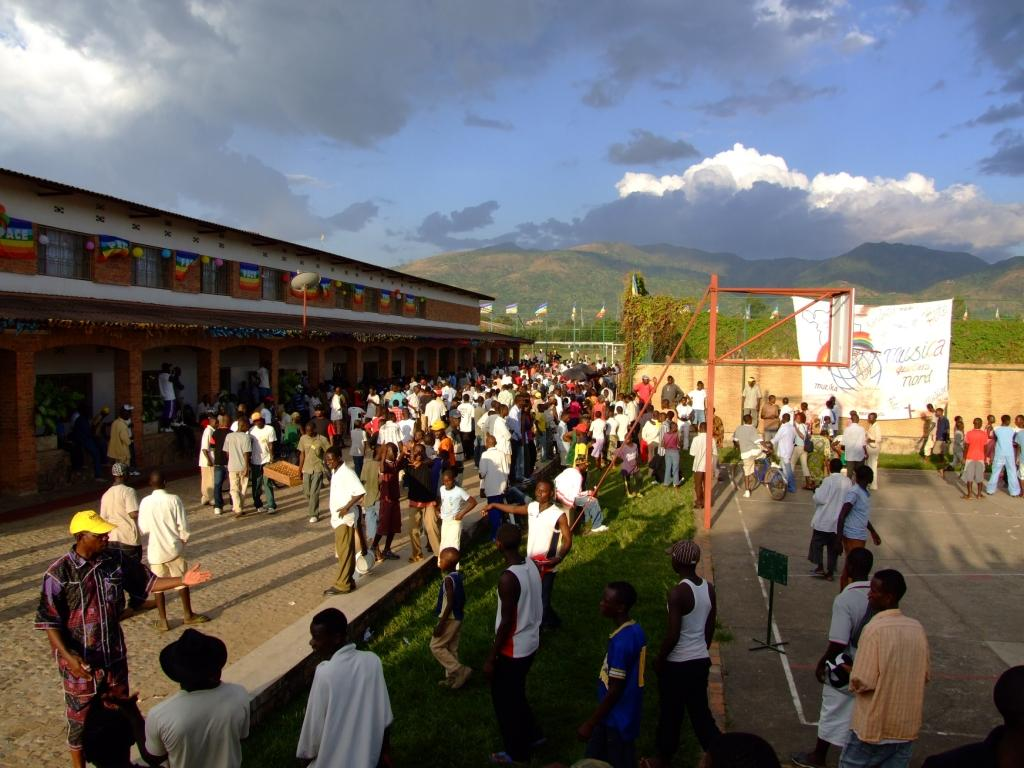
La vie au Centre Jeunes Kamenge

Pendant le mois de mai 1994, Médecins sans frontières demanda d’utiliser les salles du Centre comme hôpital de campagne. On emmenait les blessés, tutsi et hutu, dans la salle de musculation et ils se mettaient à jouer aux cartes ensemble. Pendant ce temps, à l’extérieur du Centre, dans tous les quartiers, et recoins du Burundi, les deux groupes ethniques s’entretuaient.

### Après la guerre
Après la guerre, le Centre a continué avec cette même philosophie: “On ne parle plus de tutsi et hutu, parce que ce n’est pas notre problème principal”. Après la guerre, la population, qui avait apprécié l’œuvre du Centre pendant ces années terribles, demanda que les activités puissent être exportées aussi dans les quartiers. Naquirent alors les quatre projets “Paix et Réconciliation”, “Alphabétisation”, “Animation Sida” et “Bureau Associations Quartiers Nord”. Aujourd’hui, le Centre travaille avec les écoles, les administrations, les communautés religieuses, les clubs “Stop sida”; il organise des concours, des concerts, des tournois, des courses de vélo, des chantiers d’été auxquels peuvent participer tous les jeunes mais aussi des volontaires venant de l’hémisphère nord du monde. 

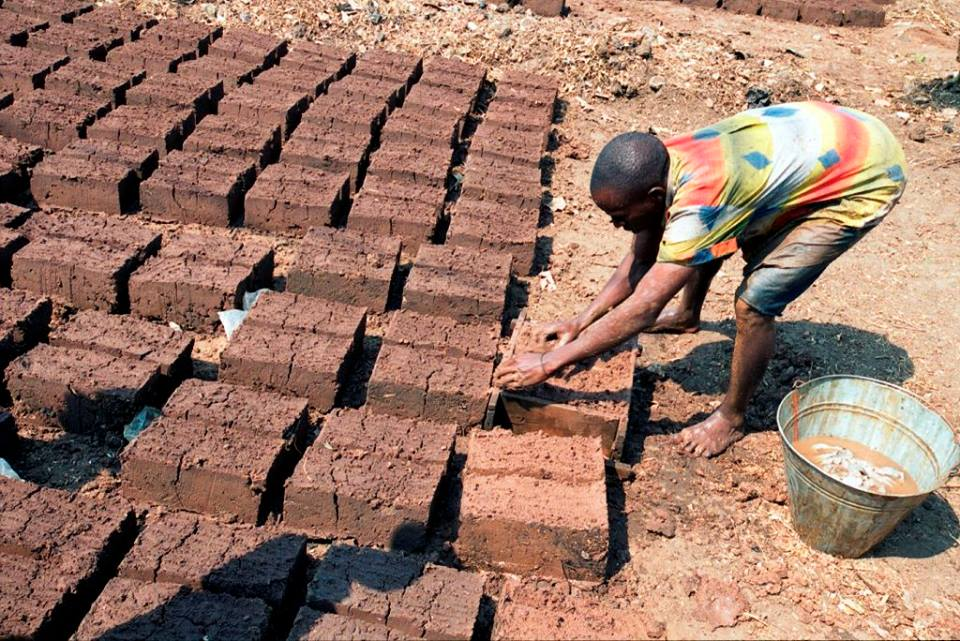
Camps du Travail

### Appui financier
À partir de 2012 une collaboration avec l’UNFPA (United Nations Population Found) a commencé ; cela a notamment permis la mise en place d’une radio communautaire au Centre, la Radio Colombe qui émet de la musique depuis le mois de novembre 2013. Et pour fonctionner pendant plus de 20 ans, le Centre Jeunes a été et est très fidèlement soutenu par Développement et Paix Canada, Misereor et Manos Unidas ainsi qu’une multitude de petites associations principalement italiennes mais aussi françaises et suisse. Le Centre reçoit aussi des appuis ponctuels de bailleurs privés et publics qui ont vu le bien-fondé de ce projet et les bienfaits de ses programmes pour la population dans les quartiers Nord de Bujumbura.

### Le Prix Nobel alternatif (Right Livelihood Award)

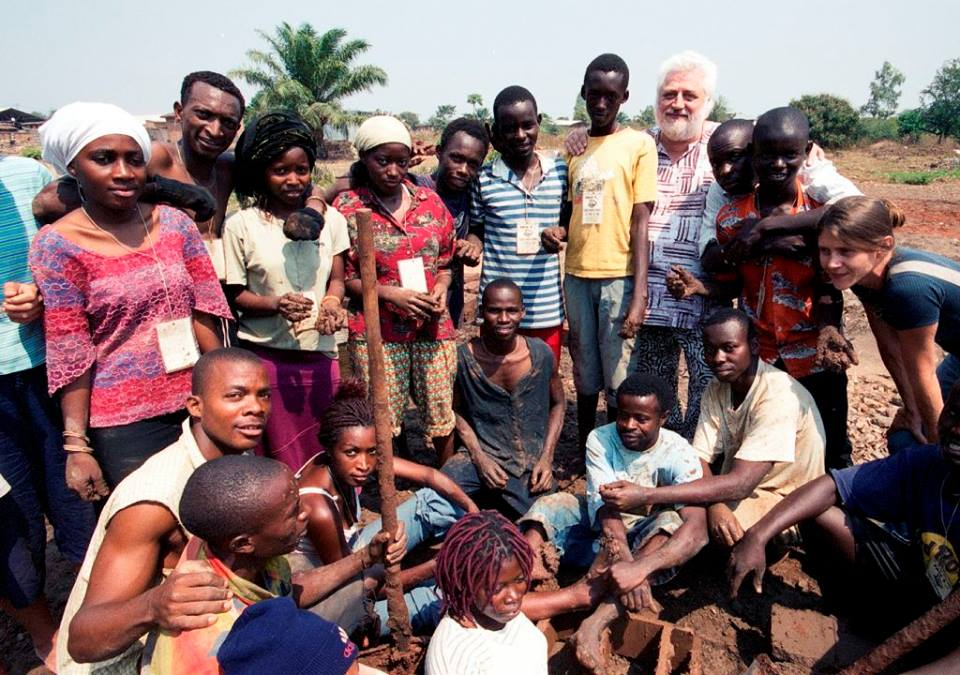
Au Centre on vit ensemble malgré les différences

En 2002 l’œuvre du Centre fut reconnue pour la première fois au niveau international. Le Prix Nobel Alternatif pour la Paix (Right Livelihood Award) fut donné au Centre Jeunes Kamenge « for their exemplary courage and compassion in overcoming ethnic divisions during civil war so that young people can live and build a peaceful future together ». Le nombre d’inscrits qui continue à augmenter (42 024 inscrits en 2014) est un autre signe du succès du travail du Centre. « La formation que propose le Centre est une formation qu’il faut vivre dans le temps. Les jeunes grandissent en s’habituant à réfléchir différemment. Si un jour ils atteignent un nombre suffisant, ils changeront peut être la situation du Burundi » rêve Claudio.